# Авксентьевский, Константин Алексеевич
 Константи́н Алексе́евич Авксе́нтьевский (18 [30] сентября 1890, с. Старый Кунож, Вологодская губерния — 2 ноября 1941, Москва) — советский военачальник, ближайший друг М. В. Фрунзе.

## Биография
Родился 18 (30) сентября 1890 года в селе Старый Кунож Фетинской волости Тотемского уезда Вологодской губернии. Его отец, будучи по происхождению крестьянином, работал волостным письмоводителем.
В 1907 году окончил 2-классное начальное училище, а затем Тотемскую учительскую семинарию, после окончания последней несколько лет работал учителем начальной сельской школы в Несвойской волости Вологодского уезда.
В 1914 году был призван в армию и служил рядовым. Во время службы зимой в Карпатах получил обморожение рук и ног. Вскоре был направлен для прохождения ускоренного курса во Владимирское пехотное училище в Петрограде, которое окончил в мае 1916 года в звании подпоручика, начальник пулемётной команды 2-го запасного полка в Финляндии. Затем служил начальником фронтовых офицерских пулемётных курсов. Служил начальником конной учебной пулемётной команды унтер-офицеров в городе Торжке. В 1917 году был выбран командиром пулемётной команды.

### Служба в Красной Армии
В октябре 1917 года вступил в РСДРП(б). В конце того же года демобилизовался и, вернувшись в Несвойскую волость Вологодской губернии, стал одним из организаторов волостного исполкома. В 1918 году стал одним из организаторов и начальником волостной боевой дружины, членом уездного исполкома, членом президиума и секретарём Вологодского губисполкома. В этой должности проработал до декабря 1918 года.
С 1918 по 1919 годы служил военным комиссаром Вологодской губернии, членом бюро Вологодского губкома ВКП(б), а в 1919 году был назначен на должность военного комиссара Ярославского военного округа, с апреля того же года командовал 4-й армией, член Реввоенсовета Южной группы войск Восточного фронта, член РВС 1-й армии, а с октября 1919 года — командующий 1-й армии.
С января по март 1920 года работал заместителем командующего войсками Туркестанского фронта, а с марта по июнь 1920 года — командующий Заволжским ВО. С июня 1920 руководил формированием 6-й армии, а затем командовал группой войск при подавлении восстания Сапожкова в Самарской губернии. В том же году командовал 2-й трудовой армией.
8 сентября 1920 года был назначен на должность командующего 6-й армией, отличившейся при обороне Каховки.
В 1921 году принимал участие в военных действиях против повстанческой армии Нестора Махно, действовавшей на Украине. В том же году был назначен на должность заместителя командующего Южным фронтом, а с 1921 года по июль 1922 года работал заместителем командующего Вооружёнными силами Украины и Крыма.
С июля по август 1922 года работал на должности военного министра Дальневосточной Республики.

### Учёба на курсах Высшего комсостава
С 1922 по 1923 годы учился на Военно-академических курсах высшего комсостава РККА, после окончания которых с июня 1923 по 1924 год командовал 8-м стрелковым корпусом на Украине. С июня 1924 по март 1925 года служил командиром и комиссаром 6-го стрелкового корпуса, а с марта по ноябрь 1925 года работал заместителем командующего Украинским ВО.
13 ноября 1925 года был назначен на должность командующего Туркестанским фронтом, переименованного в 1926 году в Среднеазиатский военный округ, которым командовал до 1927 года.
С 20 октября 1928 года до декабря 1930 года командовал Краснознамённой Кавказской армией.

### Учёба в Германии
В конце 1930 года был направлен на учёбу в Германскую Военную академию, где пристрастился к алкоголю. О его поведении в состоянии алкогольного опьянения 5 января 1931 года полпред СССР в Германии Л. Хинчук написал наркому обороны СССР К. Ворошилову. Аналогичные письма отправил также военный атташе в Германии В. Путна и обучающийся одновременно с ним будущий маршал А. Егоров. И. Сталин ознакомился с этими письмами 17 января 1931 года.
В феврале 1931 года уволен из рядов РККА в бессрочный отпуск по причине алкоголизма.

## Последние годы

Бюст К. А. Авксентьевского на Введенском кладбище в Вологде.

С 1931 по 1932 годы был членом правления Центросоюза СССР. В декабре 1934 г. направлен на работу в Ухто-Печорский ИТЛ НКВД, в котором до 1938 г. занимал разные руководящие должности (Воркута, судоверфь в пос. Покча, сельхозлагпункты Кылтово, Новый Бор, нефтепромысел в пос. Седъю).
В июле 1938 — феврале 1939 годах находится в тюремном заключении в Ухтпечлаге по уголовному обвинению. В июне 1939 года дело было прекращено. Работал инспектором культурно-воспитательной части сельхоза «Новый Бор» в устье Печоры.
По официальным данным, скончался 2 ноября 1941 года в пос. Медвежка Усть-Цилемского района. По другим данным, в ноябре 1941 года находился в Москве и был убит при попытке ограбления его квартиры уголовниками.
Похоронен в Вологде на Введенском кладбище.

## Награды
- Два ордена Красного Знамени (первым орденом был награждён в 1920 году за оборону Каховки, вторым — в 1926 году за разгром армии Махно на Украине);
- Орден Красного Знамени Хорезмской НСР;
- Орденом Трудового Красного Знамени УзССР;
- шашка от СНК Киргизии, «боевым конём» решением Ташкентского окрисполкома.

## Память
- Улица в Вологде;